# Philonotula
Philonotula là một chi rêu trong họ Bartramiaceae.